# 上之國町
上之國町（日语：／ Kaminokuni chō */?）是北海道檜山振興局南部的一個城鎮，位於渡島半島的西南側，面向日本海。境內92%的面積為山地，發源於尖岳的天野川流向西北邊，在城鎮中心所在的北部海岸注入日本海。當地以農業和漁業為主，生產豌豆和稻米。漁業方面則以近海漁業為主。當地全年風力強勁，年平均風速為6.4公尺，因此也進行風力發電。
15世紀時，日本將北海道靠日本海一側（今江差町和上之國町附近）稱為「上之國」，靠太平洋一側（今函館市）稱為「下之國」；「上之國」之名一直延續使用到現在，並成為城鎮的名稱。

## 歷史
日本人在此的歷史歷史可以追溯到1189年源賴朝進攻奧州的藤原家時，許多原本住糠部和津輕居民逃至上之國附近。15世紀初，開始有人在渡島半島各地興建城寨，稱為「館」，這時期約共有12個館，因此被稱為「十二館」，也是在此時期開始將現在的函館週邊稱為「下之國」，江差周邊稱為「上之國」，其中的「花澤館」成為了上之國的治理中心。
1456年阿伊努族起兵對抗日本人，並陸續佔領多個館，隔年武田信廣鎮壓阿伊努族之後，在原本的「花澤館」附近重新興建建築了「勝山館」和「洲崎館」，並成當時治理蝦夷地的中心。直到1514年，二代的武田光廣才將蝦夷地的治理中心轉移到松前，勝山館再次成為上之國，也是後來的檜山地區的政治、經濟、軍事中心。但是在江戶時代後的1678年，檜山的中樞基能被轉移到江差地區，使得上之國地區開始沒落。
- 1879年：設置上之國外六村戶長役場。
- 1902年4月1日：上之國村、木之子村、汐吹村、石崎村、小砂子村、大留村、北村等7村合併為上之國村，並成為北海道二級村。
- 1967年3月1日：上之國村改制為上之國町。

## 氣候
上之國町的氣候受沿海對馬洋流的影響較大，是北海道相對溫暖的地區。當地降雪量少但雨量較多。

## 產業
根據日本2000年的國勢調査，上之國町的就業人口中，14.0%從事第一次產業，42.2%從事加工製造業、43.8%從事服務業。

## 交通

### 機場
- 函館機場（位於函館市）

### 港口
- 上之國漁港
- 石崎漁港

### 鐵路
過去曾經有北海道旅客鐵道營運的江差線通過，現已廢線。
- 北海道旅客鐵道
  - 江差線：神明車站 - 湯之岱車站 - 宮越車站 - 桂岡車站 - 中須田車站 - 上之國車站

### 道路
| 一般國道 - 國道228號 | 主要地方道 - 北海道道5號江差木古內線 道道 - 北海道道607號石崎松前線 - 北海道道812號館町福島線 |

### 巴士
- 函館巴士

## 觀光景點
| - 天之川車站 - 夷王山祭（每年6月） - 上之國八幡宮例大祭（每年9月） | - 上之國館跡：花澤館遺跡、洲崎館遺跡、勝山館遺跡（國指定史跡） - 上之國上國寺本堂：北海道最古老的古刹（國指定重要文化財） - 舊笹浪家住宅及附屬土藏（國指定重要文化財） - 石崎漁港隧道（國登錄有形文化財） - 砂館神社本殿（北海道指定有形文化財） - 円空作十一面観音立像（北海道指定有形文化財） - 上之國八幡宮本殿（上之國町指定有形文化財） - 清浄寺本堂（上之國町指定有形文化財） - 久末家住宅主屋（上之國町指定有形文化財） - 石崎奴（上之國町指定無形民俗文化財） - 大留鹿子舞（上之國町指定無形民俗文化財） - 夷王山墳墓群 |

## 教育

### 大學設施
- 北海道大學檜山研究林
- 北海道大學理學部附設上之國地震及地殼變動觀測所

### 高等學校
- 道立北海道上之國高等學校（页面存档备份，存于）

### 中學校
- 上之國町立上之國中學校

### 小學校
| - 上之國町立上之國小學校 - 上之國町立河北小學校 | - 上之國町立瀧澤小學校 - 上之國町立早川小學校 | - 上之國町立湯之岱小學校 - 上之國町立小砂子小學校 |

## 姊妹市・友好都市

### 日本
- 市浦村（青森縣北津輕郡）：於1988年11月6日姊妹都市，已於2005年3月28日合併為五所川原市。
- 安土町（滋賀縣蒲生郡）：於1997年11月1日姊妹都市

## 本地出身的名人
- 杉田尚：漫畫家
- 瀧本龍彦：作家
- 室塚一也：日本最早期的輪椅馬拉松選手

## 外部連結
- （日語）松前、上之國、江差三町廣域觀光協進會（北海道歷史俱樂部）
- （日語）檜山廣域行政組合（页面存档备份，存于）
- （日語）上之國町商工會